# Il ruggito del coniglio
Il ruggito del coniglio è una trasmissione radiofonica di Radio 2 e condotta da Antonello Dose e Marco Presta.

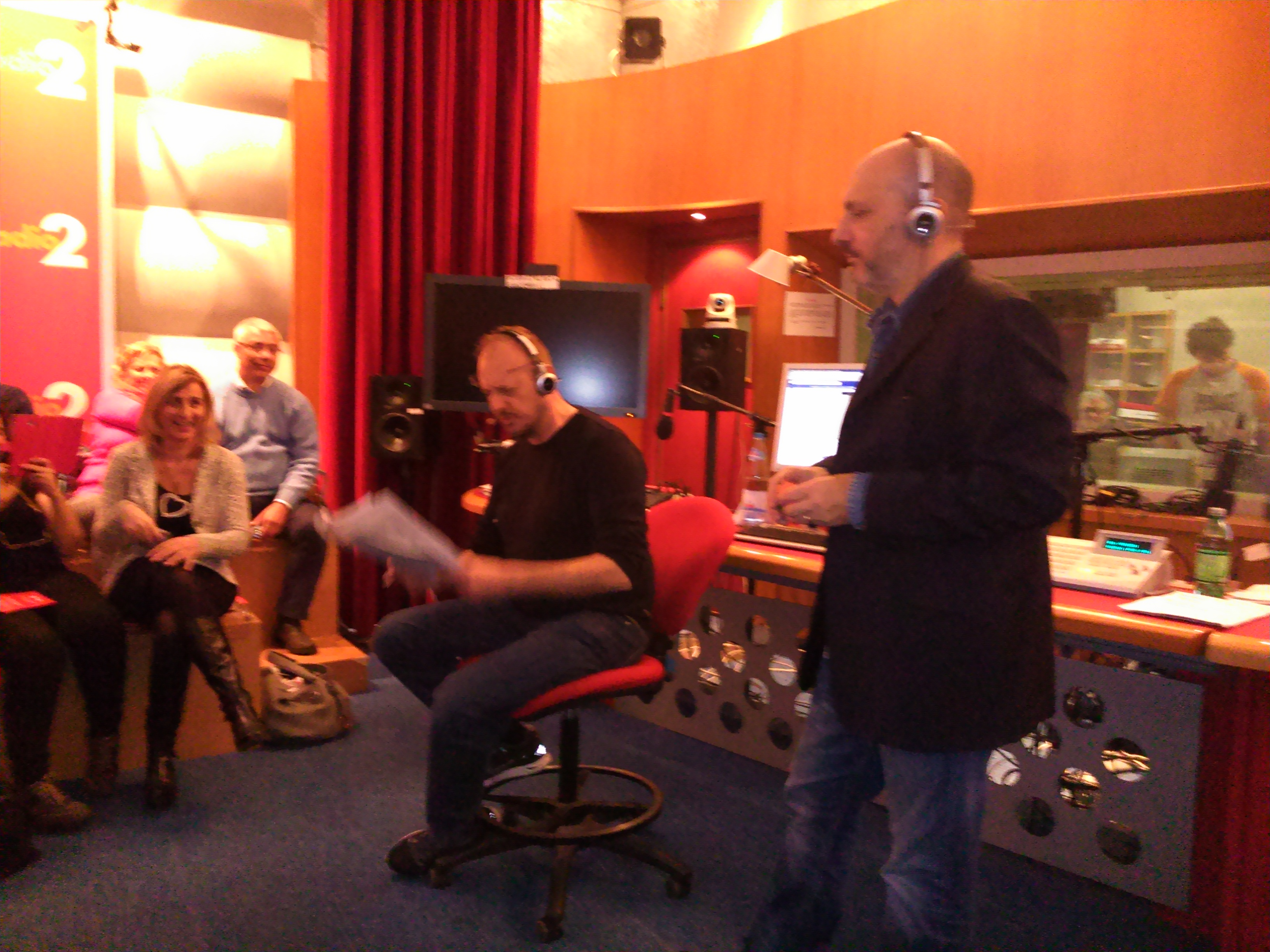
Antonello Dose e Marco Presta durante la conduzione del programma in un Coniglio da camera.

La prima puntata andò in onda lunedì 2 ottobre 1995. La trasmissione ha fatto registrare un crescente successo di ascolti. Secondo la concessionaria di pubblicità Sipra essa registra 1.718.000 ascoltatori netti per puntata trasmessa con un ascolto di 738.000 per quarto d'ora medio. Attualmente (dalla stagione 2017/2018) va in onda dal lunedì al venerdì tra le 7:45 e le 10:30.
Il canovaccio della trasmissione si basa sulla capacità della coppia di conduttori di interpretare con ironia le principali notizie quotidiane invitando i radioascoltatori ad intervenire in diretta per commentarle, con le proprie esperienze, e preferibilmente in modo faceto.
Attualmente collaborano regolarmente alla trasmissione gli attori Paola Minaccioni, Giancarlo Ratti e i musicisti Attilio Di Giovanni e Max Paiella. La sigla è del maestro Joe Cusumano.
Fino alla stagione 2009-2010, la trasmissione è stata talvolta realizzata con un folto pubblico presente nello studio U2 di via Asiago in Roma; tali eventi (che avevano cadenza mensile) sono stati denominati: Coniglio & Friends (riecheggiando nel titolo i famosi concerti benefici del tenore Luciano Pavarotti, Pavarotti & Friends). Dalla stagione 2010-2011, due volte la settimana (generalmente il martedì e il giovedì) dallo studio U3 di via Asiago ha luogo il Coniglio da camera, ovvero una diretta con 30 spettatori presenti in studio (al pari della musica da camera, dove il numero di esecutori è ridotto rispetto a un'orchestra).
La regia del programma è affidata, fin dal 1995, a Paolo Restuccia; la cura è affidata a Ludovica Rossetti e Angelica de Rossi, la redazione è composta da Maria Lucia Schito.

## Le rubriche

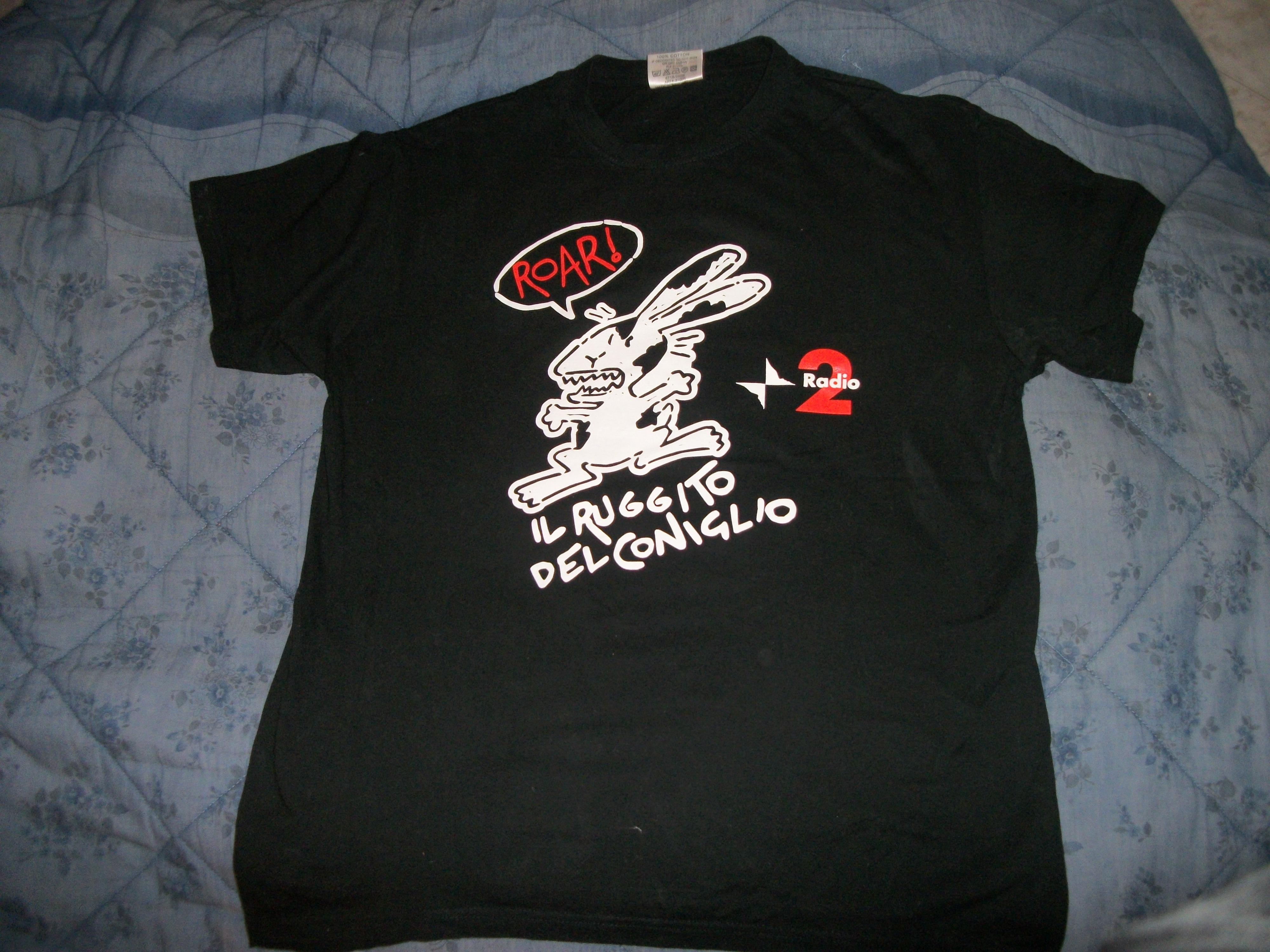
La maglietta che veniva mandata a chi interveniva telefonicamente in trasmissione; attualmente è concessa, a chi la richiede quando interviene chiamando in diretta.

Nel corso della sua storia, Il Ruggito del Coniglio ha ospitato numerose rubriche più o meno fisse. Le principali sono elencate di seguito in ordine alfabetico:
- Ada Magic; improbabili consigli per gli acquisti condotti da Paola Minaccioni;
- Ammazziamoli da piccoli: degli improbabili figli d'arte di cantanti italiani in età prescolare interpretano, riadattando i testi, un successo dei loro padri. I conduttori cercano di convincerlo a non proseguire la carriera;
- Anche i conigli hanno un'anima: interviste e colloqui con esponenti del mondo della cultura su argomenti legati al trascendente;
- Andate a lavorare!: il "talent shock", l'equivalente coniglio di X Factor (dove i concorrenti sono interpretati da Max Paiella & Attilio Di Giovanni), con tanto di votazione del pubblico;
- Anomalie gemelle: la rubrica si divide in due parti. Nella prima parte, un ascoltatore racconta un'abitudine, un tic oppure una strana, curiosa o rara caratteristica fisica che gli appartiene. Nella seconda parte, un ascoltatore che sta seguendo il programma e che sa di avere la stessa abitudine o la stessa caratteristica fisica, può chiamare in trasmissione, per raccontarla e condividerla.
- Avvocato Foro Fores: l'attore Ratti da voce ad un improbabile avvocato che durante l'arringa dall'aula bunker del Tribunale di Poggibonsi, difende a turno un componente della famiglia Pecoracci, accusato di ogni nefandezza, cercando di convincere la corte e i giurati, con citazioni latine attribuite a Cicerone, che tali azioni sono sempre state fatte a fin di bene;
- Canzoni del Coniglio: canzoni originali composte da Attilio Di Giovanni, Max Paiella e Marco Presta, arrangiate da Attilio Di Giovanni e cantate da Max Paiella, Ilaria Della Bidia e il tenore Francesco Giannelli.
- Cetriolo transgenico: minaccioso ortaggio creato in laboratorio, autocosciente, moderatamente intelligente, ma leggermente paranoico e con evidenti mire golpiste.
- Che cavolo di trisavolo: gli ascoltatori raccontano le vicissitudini di quell'antenato di cui si parla sempre in famiglia;
- Circo Rattoloni: l'attore Ratti invita gli ascoltatori ad assistere allo spettacolo del circo decantando attrazioni sempre più improbabili;
- Coniglierò: Dose e Presta leggono il futuro degli ascoltatori nelle viscere dei quotidiani nazionali;
- Coniglio Regione: gli ascoltatori sono incoraggiati, dopo la lettura in studio di una notizia curiosa, a tradurla nelle lingue e dialetti dei loro territori di provenienza e a raccontarla e commentarla, proprio come se fossero inviati locali di una fittizia rubrica giornalistica.
- Coniglio Report: Max Paiella, nei panni dell'improbabile giornalista Mitico Thor Ranucci, racconta i particolari un'inchiesta che settimanalmente lega fantomatiche vicende, date e persone anche molto lontane fra loro, producendo associazioni di idee senza senso, lunghe relazioni causa-effetto completamente fuori dalla realtà (corredate da un presunto contributo audio rigorosamente muto) nonché l'esilarante sensazione nell'ascoltatore di aver perso (peraltro molto presto!) il filo dell'argomento trattato;
- Coniglio Scienza: Un primo ascoltatore pone un quesito curioso o particolare e, successivamente, un secondo ascoltatore (che si presume possa essere esperto nella materia relativa) risponde a tale quesito;
- Coppa Rimetti: si sfidano a singolar tenzone le canzoni più inascoltabili della storia italiana, proposte dagli ascoltatori o reperite su YouTube;
- Corri, salsiccia!: rubrica liberamente ispirata alla quasi omonima manifestazione che si tiene a Vaiano (Prato), descritta durante una telefonata in diretta, apre agli ascoltatori una panoramica sulle sagre e sulle manifestazioni locali, sottolineando al tempo stesso la caratteristiche più curiose o gli eventi più bizzarri accaduti ai partecipanti;
- Corso di educazione cinica: corso tenuto dal "probiviro" professor Giancarlo Ratti, nel quale si spiegano i comportamenti del vero italiano (scorretti e/o al limite dell'illegalità, come ad esempio scuse per non cedere il posto agli anziani in autobus e altre simili bassezze);
- Corso di mitologia contemporanea: l'attore Ratti introduce personaggi ed episodi relativi alla politica e alla cronaca odierna come storie di "mitologia" di oggi per le generazioni future;
- Da dove ci ascoltate: gli ascoltatori sono invitati a spedire una foto del luogo in cui si trovano mentre ascoltano la trasmissione;
- Donna donna: rubrica dedicata ai problemi di coppia con i consigli audaci della dott. ssa Darla De Vito Franceschi, impersonata da Giovanna Rapattoni;
- Dica 35: gli ascoltatori sono invitati a raccontare una visita medica curiosa (effettuata o ricevuta) in un luogo inconsueto, inappropriato oppure insolito;
- È arrivato l'attorino: l'attore Ratti, imitando la classica voce registrata che annuncia l'arrivo nel quartiere dell'arrotino, elenca sgangherati servizi disponibili per chi opera nel mondo dello spettacolo;
- Fatti amare: rubrica dedicata alla riabilitazione di alcuni mestieri che tipicamente vengono considerati odiosi;
- Fratelli gustoso: Max Paiella e Attilio Di Giovanni interpretano i fratelli Gustoso, rispettivamente "Primo" e "Secondo": parlano delle idee culinarie avute da Primo messe in atto dal maltrattato Secondo, il quale è solo cuoco, non chef come suo fratello;
- Full Metal Ratti: il "sergente maggiore" Ratti, facendo il verso al sergente Hartman di Full Metal Jacket (magistralmente doppiato in italiano da Eros Pagni), inveisce contro le reclute Dose e Presta per formarle come "cittadini esemplari" italiani (e dunque incivili e menefreghisti);
- Giancarlo Rating: l'attore Ratti veste i panni di un esperto di economia, che dispensa consigli in materia producendosi in lunghe supercazzole composte dai termini anglosassoni usati in borsa e concludendo con citazioni attribuite a grandi economisti che, in realtà, sono frasi assolutamente casuali e comuni che chiunque può aver detto;
- Giustificator: Presta e Dose offrono una giustificazione per tutte le piccole e grandi mancanze degli ascoltatori;
- Kriminal-Ratti: l'attore Ratti traccia i profile di improbabili serial killer dell'Italia contemporanea;
- I Grandi italiani: l'attore Ratti celebra le grandi personalità del nostro Paese con fantasiose biografie farcite di calembour;
- I Grandi Musical del Ruggito del Coniglio: imponente produzione musicale della "Compagnia della Rancida", che presenta in ogni puntata una grande opera letteraria o filmica in versione di musical. Il tutto è interpretato da Max Paiella ed Attilio Di Giovanni;
- Il cavaliere del Coniglio: si ricerca un ascoltatore che, dopo solenne investitura, si faccia carico di compiere, nell'arco della trasmissione, un'impresa fantasiosa e semi-impossibile;
- Il codice Da Ratti: incredibili rivisitazioni storiche dell'attore Giancarlo Ratti;
- Il collega scollegato: gli ascoltatori segnalano i guizzi di follia da stress di alcuni colleghi di lavoro;
- Il coniglio vi ci manda: l'agenzia di viaggi del ruggito del coniglio, che offre viaggi "musicali" per telefono, a costo zero. Con Guido Giacomini e Attilio Di Giovanni;
- Il koala ci guarda: consulenze radiofoniche sui comportamenti inaspettati degli animali domestici, a cura di Liana Quilici;
- Il mostro da sbattere in prima pagina: si va alla ricerca di un ascoltatore che nella sua vita abbia compiuto una simpatica ma odiosa cattiveria;
- Il rito della vostra famiglia: i conduttori riportano le liturgie singolari che occorrono nelle famiglie dei radioascoltatori;
- Il Santo del giorno: Presta e Dose raccolgono lo sfogo di un ascoltatore che nel corso della giornata è costretto ad accollarsi qualche incombenza spiacevole e fastidiosa, e lo dichiarano "Santo del giorno";
- John Wick vergognati!: rassegna dei film più brutti visti dai radioascoltatori che ne sintetizzano in breve la trama ed il perché sia da evitare;
- La famiglia Coniglion: i radioascoltatori segnalano le strane caratteristiche comuni a tutti i membri della propria famiglia;
- L'acquagym di Radio2: Paiella & Di Giovanni nel ruolo di due improbabili istruttori di acquagym che invitano gli spettatori ad allagare ogni spazio possibile (il salotto, il garage, l'ufficio...) e propongono sessioni di ginnastica "total body" con assurdi esercizi letteralmente per ogni parte del corpo, organi interni compresi, in cui gli stessi Dose e Presta vengono coinvolti;
- L'angelo Ukulele: un improbabile cherubino dalla corporatura robusta e dal marcato accento romanesco (interpretato da Max Paiella) risolve i problemi degli ascoltatori "purificando" la loro anima;
- L'inviato coniglio: un ascoltatore, in veste di inviato in una qualche città italiana, pone domande stravaganti ai passanti, su indicazione di Presta e Dose;
- Lo chiameremo Coniglio: consigli radiofonici sul nome con cui battezzare ciò che ci è caro;
- La cucina dei vip: rubrica culinaria tenuta dall'attore "Hannibal" Ratti, che suggerisce gustose ricette per cucinare noti personaggi dello spettacolo;
- La magia di Fata Paiella: un ascoltatore telefona per chiedere un aiuto "magico", che viene elargito sotto forma di canzone dalla Fata Paiella e dal Mago Roland (alias Max Paiella e Attilio Di Giovanni);
- La rassegna stampa erotica del Ruggito del Coniglio: viene fatta una rassegna della stampa morbosa, leggendo gli articoli e le lettere palesemente inventate pubblicate dai vari settimanali, con particolare riferimento alla "Bibbia" in materia, la Posta del cuore pubblicata su Cronaca Vera;
- Manitoro (Mani d'oro): improbabili consigli sul tempo libero a cura di Giancarlo Ratti;
- Momento Musicale: pittoreschi ospiti musicali in studio, interpretati da Max Paiella e Attilio Di Giovanni.:
- Avvocato Canterini: Max Paiella nel ruolo di un avvocato napoletano offre consulenze legali ai radioascoltatori sotto forma di rap e canzoni neomelodiche;
- Cuori lontani: da un'idea di Attilio Di Giovanni, gli ascoltatori che si trovano lontano dalla persona che amano o hanno nel cuore possono dedicare loro in diretta una canzone, composta al momento dai maestri Paiella e Di Giovanni;
- Vinicius du Marones, cantautore brasiliano (ispirato a Vinícius de Moraes) che assieme prima al maestro Amariooo Rodriguez, poi al maestro Aureliano Buendia Macondo Arcadio Rebecca Amaranta Ursula Gaston del Carpio detto Cent'anni di solitudine (o L'amore ai tempi del colera) canta oggetti di grande tristezza;
- Michael Bublè, parodiato nelle sue interpretazioni approssimative sulla cultura italiana nel mondo, accompagnato al pianoforte dal maestro Joe Cacatulli;
- I Rassegnati Scarsi: Il priore ed il novizio di un ordine monastico che si occupa di problemi sentimentali: Don Byron e Don Perignon (alias Max Paiella e Attilio Di Giovanni);
- I proff. Massimiliano Maria Ferdinando Paiella e Attilio Maria Di Giovanni che guariscono miracolosamente gli ascoltatori con la loro musicoterapia;
- i CO2, autori giovani ed impegnati sui temi dell'ambiente... almeno fino ad un certo punto;
- i Montessori Coktail che eseguono canzoncine per bambini iniziandole con aria melensa e finendo in toni di hard rock - punk - metal quasi sordidi;
- il musicista balcanico Boran Sbregovic, che esegue musiche balcaniche.....con finale a sorpresa;
- i fratelli Valvola, cantautori che eseguono la salvifica "canzone-sfogo" per liberare se stessi e gli ascoltatori dalle piccole e grandi nevrosi della vita quotidiana;
- i fratelli Cannone, che aggiustano di tutto, dalla lavatrice al frullatore, con la loro tecnica di riparazione psicologica;
- gli Inchilla Mani, ambasciatori nel mondo della "musica ‘nduja" (ispirato agli Inti Illimani);
- Los imbecillos ferial, ovvero i fratelli Hermano e Hermano, autori del grande successo latino-americano "Ti vuoi mettere con migo";
- Canzone su misura: i "sarti" Max Paiella e Attilio Di Giovanni confezionano una canzone seguendo le indicazioni di un ascoltatore e la eseguono per telefono al destinatario;
- I teneroni ("ricordate un po' i Teletubbies", gli dice spesso Dose), che eseguono le canzoni d'amore più brutte di tutti i tempi;
- Felix e i suoi overground con la canzone seriale "Non mi do per vinto";
- Demetrios Parakulis, grande cantautore di origine greca, accompagnato dal "re dei bouzouki" Jorgos Korkasis;
- Coricidin (Max Paiella), primo cantautore cinese, che propone brani del III secolo a.C. (in realtà scopiazzature di canzoni italiane) accompagnato dal suo "sodale" Kambusa Uan (Attilio Di Giovanni) e dopo essere stati accusati di copiare, appunto, canzoni italiane, concludono l'esibizione con l'unica vera canzone cinese... Nan-Ni;
- il russo Nikolaj Tekorkov che viene in Italia con la missione di virilizzare il nostro paese visto che ci considera una nazione di “flosci”;
- Ditelo con un coniglio: ovvero "Coniglio Flora", dediche per omaggi floreali degli ascoltatori eseguite musicalmente dai "vivaisti" Davio & Davino (Paiella & Di Giovanni) che non lesinano, con l'occasione, preziosi consigli di giardinaggio;
- Le ricette del Ruggito del Coniglio: ricette proposte da Max Paiella e Attilio Di Giovanni con accento coatto-romano per avere successo, naturalmente cantate con tono erotico-satirico;
- Nadia Cartocci è su facebook!: quando viene nominato il celebre social network interviene la signorina Cartocci, interpretata da Ilaria Stagni, che in tono adolescenzial-innocente aggiorna in modo puntuale i conduttori del suo 'status', con riferimenti ad uno scambio di messaggi prima con tale "Romeo Baciapolpi", in seguito con tale "Alex Cantaporco";
- Nomen Omen: gli ascoltatori chiamano in diretta nominando altre persone che nel nome e cognome rivelano una caratteristica principale della professione che svolgono;
- Nosfigatu: viene eletto il radioascoltatore più sfortunato della mattinata, così da esorcizzare le sfortune di tutti gli altri radioascoltatori;
- Omelia di don Italo Coccia: in collegamento con la parrocchia di San Bernardino di Gomorra a Mare ("provincia di Chieti"), il parroco (interpretato dall'attore Ratti) si rivolge ai fedeli che finiscono inevitabilmente col prendersi a botte invece di scambiarsi un segno di pace;
- Siamo uomini di mondo: tavolo di discussione su usanze, tradizioni e luoghi comuni con invitati in studio di varie nazionalità, che compongono la cosiddetta O.N.U. Coniglia;
- Orgoglio Coniglio: tutti gli ascoltatori che possiedono una determinata caratteristica normalmente disprezzata sono invitati a telefonare e ad esprimere il proprio orgoglio;
- P.I.C., Pronto Intervento Coniglio: raccogliendo segnalazioni di ascoltatori disperati, Dose e Presta telefonano ad ignari cittadini cercando di convincerli ad assecondare le richieste di chi ha invocato l'aiuto del P. I. C.;
- Professor Aloe: Giancarlo Ratti interpreta un sedicente luminare della medicina dalla voce rauca e calma (molto simile nell'intonazione a quella di Romano Prodi) che propone ai presentatori e al pubblico metodi di cura per ogni malattia, abbastanza assurdi e spesso potenzialmente letali, classificati sotto la categoria della "sfangoterapia";
- Qui si fa il coniglio o si muore: per celebrare i 150 anni dell'Unità d'Italia, il pubblico propone e vota la frase patriottica che meglio celebra tale ricorrenza (chiaramente adattata ai tempi odierni);
- Ratti cinema: l'attore Ratti recensisce un film ben noto stravolgendone la trama e proponendo un'improbabile "morale della storia";
- Ratti geographic: i surreali documentari su improbabili animali dell'attore Ratti;
- RattiLeaks: assurdi scenari avvenuti durante incontri internazionali svelati dalla spia Ratti, dove a farne le spese è sempre l'ex ministro per i beni e le attività culturali Sandro Bondi;
- Ratti 3000: l'attore Ratti riporta con dovizia di particolari fatti di cronaca rosa tratti da diverse riviste (immancabilmente pubblicate dalla Cairo Editore);
- Registro Civile delle Unioni Coniglie: gli ascoltatori sono invitati ad inviare le loro foto tra le coppie di fatto non riconosciute dalla legislazione italiana[3];
- Serenate coniglie: Max Paiella intona su commissione degli ascoltatori serenate nello stile dei più celebrati cantautori italiani, accompagnato al pianoforte da Attilio Di Giovanni;
- STAI SU!: Dose & Presta incoraggiano un ascoltatore in difficoltà a superare il delicato momento in cui versa;
- Tiriamo a cantare: eccezionali reportages rivelano l'attuale occupazione di grandi cantanti italiani del nostro tempo (esibirsi a feste di compleanno, comunioni, inaugurazioni di negozi, ecc.);
- Top Vergognescion: Dose & Presta leggono, quasi ogni giorno, "le 5 notizie per cui vergognarsi di appartenere alla specie umana";
- Tribunale dell'Aiaiai: in qualità di giudici, i membri dell'O.N.U. Coniglio sono chiamati ad esprimere una sentenza su casi di pubblico interesse.;
- Villette a sclera: i radioascoltatori segnalano le stranezze dei propri vicini di casa.